# Bistum Macau
Das Bistum Macau (lat.: Dioecesis Macaonensis, chinesisch: 天主教澳門教區) ist eine in der Volksrepublik China gelegene Diözesen der Römisch-katholischen Kirche mit Sitz in Macau.

## Geschichte
Das Bistum Macau wurde am 23. Januar 1576 durch Papst Gregor XIII. mit der Päpstlichen Bulle Super Specula Militantis Ecclesiae aus Gebietsabtretungen des Bistums Malakka errichtet. 1588 gab das Bistum Macau Teile seines Territoriums zur Gründung des Bistums Funai und 1659 zur Gründung des Apostolischen Vikariats Nanking ab. Weitere Gebietsabtretungen erfolgten am 9. September 1659 zur Gründung des Apostolischen Vikariates Cochinchina und des Apostolischen Vikariates Tonking. 1841 erfolgte die Gründung der Apostolischen Präfektur Hongkong, 1848 des Apostolischen Vikariats Guangdong-Guangxi und 1940 des Bistums Dili aus Gebietsabtretungen des Bistums.

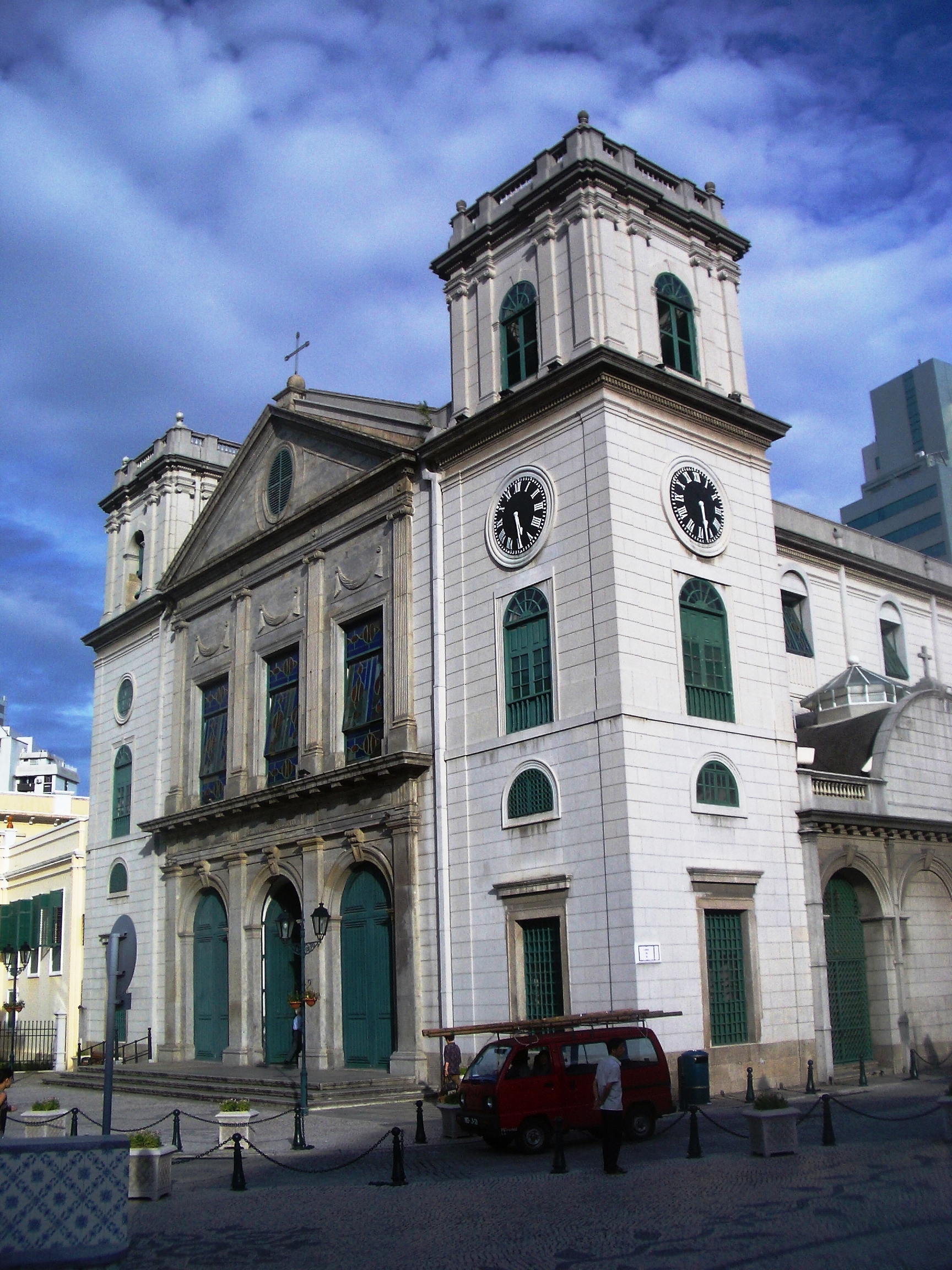
Kathedrale Heilige Jungfrau Maria in Macau